# Johannes-Diakonie Mosbach

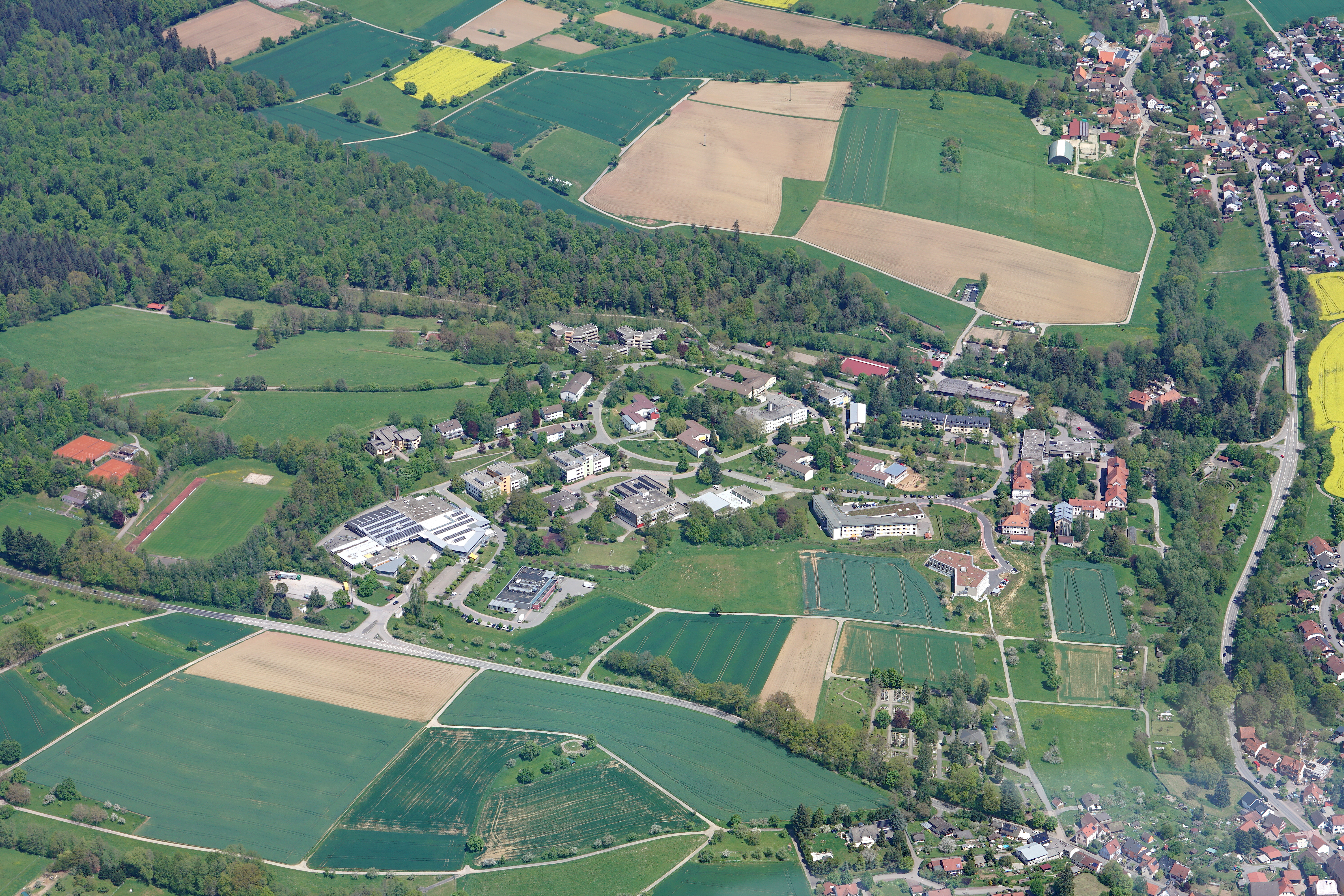
Das Gelände der Johannes-Diakonie in Schwarzach

Die Johannes-Diakonie Mosbach ist ein sozialwirtschaftliches Unternehmen mit den Schwerpunkten Behindertenhilfe, Medizin, berufliche Rehabilitation, Bildung, Jugend- und Altenhilfe mit Sitz in Mosbach. Sie beschäftigt rund 3300 Mitarbeiter und ist damit einer der größten Arbeitgeber im Neckar-Odenwald-Kreis.
Ihre rund 40 Standorte verteilen sich über den gesamten badischen Raum von Wertheim im Norden bis Lahr im Süden. Die Johannes-Diakonie Mosbach betreut und fördert mehrere Tausend Menschen mit geistiger Behinderung und psychisch beeinträchtigte Menschen in den Bereichen Wohnen, Beschäftigung und Gesundheit. Als diakonische Einrichtung leistet sie zudem Assistenz im Alltag vieler weiterer Menschen, die in Familien oder in eigenen Wohnungen leben. Zu diesem Zweck unterhält die Johannes-Diakonie Mosbach Wohnangebote in verschiedenen Ausprägungen, Offene Hilfen, Werkstätten, Schulen, Kindergärten, medizinische Einrichtungen wie Kliniken sowie ein Berufsbildungswerk.
Die Johannes-Diakonie Mosbach ist eine Körperschaft des öffentlichen Rechts und Mitglied im Diakonischen Werk der Evangelischen Landeskirche in Baden.

## Geschichte
Die Johannes-Diakonie Mosbach wurde 1880 von engagierten Bürgern und Geistlichen aus Mosbach und Karlsruhe als „Anstalt für schwachsinnige Kinder“ gegründet. Mit 16 Mädchen und Jungen bezog die Einrichtung das damalige „Bruckmannsche Anwesen“ in Mosbach. Damit ist die Johannes-Diakonie Mosbach eine der ältesten Institutionen der Behindertenhilfe in Südwestdeutschland.
Da die Anzahl der betreuten Personen rasch zunahm, wurden um die Jahrhundertwende mehrere zusätzliche Gebäude errichtet, darunter ein Krankenhaus. 1905 erfolgte die Umbenennung in „Erziehungs- und Pflegeanstalt für Geistesschwache“.
Bis 1936 stieg die Zahl der Betreuten auf über 300 an.
Im September 1940 und im Juli 1944 wurden insgesamt 262 Heimbewohner im Rahmen der "Euthanasie"-Morde aus Mosbach und Schwarzach abgeholt und unter anderem in der Tötungsanstalt Grafeneck ermordet. Anstaltsleiter Pfarrer Robert Wilckens versuchte vergebens, die Todestransporte zu verhindern.
Nach dem Zweiten Weltkrieg wurde die Einrichtung als „Johannes-Anstalten der Inneren Mission“ sukzessive ausgebaut, zunächst an den Hauptstandorten Mosbach und Schwarzach. Ab 1964 hieß sie Johannes-Anstalten Mosbach. Im Februar 2010 wurde sie in Johannes-Diakonie Mosbach umbenannt.

## Leitsätze
Die Johannes-Diakonie Mosbach ist ein soziales Dienstleistungsunternehmen innerhalb der Diakonie. Es orientiert sich an der Leitvorstellung, dass Menschen mit unterschiedlichen Begabungen und Fähigkeiten gleichberechtigt miteinander leben und voneinander lernen.
Die Johannes-Diakonie Mosbach setzt sich für den Gedanken der Inklusion ein.

## Angebote
Die Johannes-Diakonie Mosbach macht für Menschen mit geistigen oder seelischen Behinderungen oder sonstigem Unterstützungsbedarf Angebote in den Bereichen
- Wohnen und Freizeit
- Arbeit und Beschäftigung
- Gesundheit und Klinik
- Bildung und Rehabilitation
- Jugendhilfe
- Altenhilfe

Die Einrichtung verfügt über ambulante und stationäre Wohnangebote, Schulen, Werkstätten, Kliniken und ist Trägerin des Berufsbildungswerks Mosbach-Heidelberg. Die Johannes-Diakonie Mosbach folgt den Leitgedanken der Übereinkommen über die Rechte von Menschen mit Behinderungen und entwickelt auch außerhalb der Hauptstandorte Mosbach und Schwarzach gemeindenahe Wohn- und Beschäftigungsangebote für Menschen mit Behinderung.

## Standorte
Die Johannes-Diakonie Mosbach verfügt über Standorte im gesamten badischen Raum, etwa in:
- Mosbach
- Schwarzach
- Wertheim
- Tauberbischofsheim
- Bad Mergentheim
- Walldürn
- Buchen
- Adelsheim
- Eberbach
- Neckarbischofsheim
- St. Leon-Rot
- Heidelberg
- Mannheim
- Karlsruhe
- Meckesheim
- Offenburg
- Lahr
- Simmersfeld
- Ladenburg